# Wahlen zum Repräsentantenhaus der Vereinigten Staaten 1794
Bei den Wahlen zum Repräsentantenhaus der Vereinigten Staaten 1794 wurden in den Vereinigten Staaten ab dem 24. August 1794 an verschiedenen Wahltagen die Abgeordneten des Repräsentantenhauses gewählt. Die Wahlen waren Teil der allgemeinen Wahlen zum 4. Kongress der Vereinigten Staaten in jenem Jahr, in dem auch ein Drittel der US-Senatoren gewählt wurde. Da der Wahltermin etwa in der Mitte der zweiten vierjährigen Amtszeit von Präsident George Washington lag (Midterm Election), galten die Wahlen zum Teil auch als Votum über die Politik des Präsidenten.
Zum Zeitpunkt der Wahlen bestanden die Vereinigten Staaten aus 15 Bundesstaaten. Die Zahl der zu wählenden Abgeordneten betrug 106. Erstmals traten zwei Parteien gegeneinander an. In den drei vorangegangenen Wahlen gab es lediglich zwei Gruppierungen, die Pro-Administration Party und die Anti-Administration Party, die entweder für (‚Pro‘) oder gegen (‚Anti‘) die Politik von Präsident Washington waren. Aus der Pro-Administration Party ging dann die Föderalistische Partei hervor, deren Anführer Alexander Hamilton war. Aus der Anti-Administration Party entwickelte sich die Demokratisch-Republikanische Partei unter der Führung von Thomas Jefferson.
Frauen und Sklaven waren weder wahlberechtigt noch wählbar. In vielen Bundesstaaten waren auch freie Afroamerikaner von der Wahl ausgeschlossen. Das Wahlrecht für freie Männer war außerdem an einen gewissen Grundbesitz oder an ein bestimmtes Steueraufkommen gebunden.
Die Demokratisch-Republikanische Partei erreichte mit 59 Mandaten eine deutliche Mehrheit. Im Senat dagegen waren die Mehrheitsverhältnisse umgekehrt.

## Wahlergebnis
- Demokratisch-Republikanische Partei: 59 (54) Sitze (vormals Anti-Administration)
- Föderalistische Partei: 47 (51) Sitze (vormals Pro-Administration)

Gesamt: 106
In Klammern sind die Ergebnisse der letzten regulären Wahlen von 1792, bei denen die Ergebnisse der Vorgängerorganisationen der beiden neuen Parteien aufgeführt werden. Veränderungen im Verlauf der Legislaturperiode, die nicht die Wahlen an sich betreffen, sind bei diesen Zahlen nicht berücksichtigt, werden aber im Artikel über den 4. Kongress im Abschnitt über die Mitglieder des Repräsentantenhauses bei den entsprechenden Namen der Abgeordneten vermerkt. Das Gleiche gilt für Wahlen in Staaten, die erst nach dem Beginn der Legislaturperiode der Union beitraten. Daher kommt es in den Quellen gelegentlich zu unterschiedlichen Angaben, da manchmal Veränderungen während der Legislaturperiode in die Zahlen eingearbeitet wurden und manchmal nicht.